# Białoruś na Letniej Uniwersjadzie 2009
Białoruś na Letniej Uniwersjadzie w Belgradzie reprezentowało 24 zawodników. Białorusini zdobyli 11 medali (4 złote, 2 srebrne i 5 brązowych).
Białoruś nie brała udziału w żadnym sporcie zespołowym. 

## Medale

### Złoto
- Jury Szajunou - lekkoatletyka, rzut młotem
- Mikałaj Szubianok - lekkoatletyka, dziesięciobój
- Aleksandra Gierasimienia - pływanie, 50 m stylem dowolnym
- Swietłana Kokalowa - pływanie, 50 m stylem motylkowym

### Srebro
- Aleksandra Gierasimienia - pływanie, 100 m stylem dowolnym
- Alaksandr Bujkiewicz - szermierka, szabla indywidualnie

### Brąz
- Aleksandra Gierasimienia - pływanie, 50 m stylem grzbietowym
- Wolha Minina - lekkoatletyka, bieg na 10 000 m
- Alena Kapiec - lekkoatletyka, pchnięcie kulą
- Ihar Rasaczatski - taekwondo, kategoria poniżej 84 kilogramów
- Jauhen Biadulin - judo, kategoria poniżej 100 kilogramów